# Princesse Ki
La princesse Ki (紀皇女, Ki no hime miko) est une princesse japonaise de la période Asuka de l'histoire du Japon. Elle est la fille de l'empereur Temmu et de Soga no Ōnu-no-iratsume dont le père est Soga no Akaye. Son frère est le prince Hozumi et sa sœur la princesse Takata.

## Généalogie
Elle a peut-être été une des femmes du prince Karu no Ōji, petit-fils de l'impératrice Jitō, mais il n'existe pas de preuve claire en ce sens.
Le Man'yōshū contient quelques poèmes de son amour pour le prince Yuge, un des fils de la princesse Ōe. 

## Source de la traduction
- (en)/(ja) Cet article est partiellement ou en totalité issu des articles intitulés en anglais « Princess Ki » (voir la liste des auteurs) et en japonais « 紀皇女 » (voir la liste des auteurs).